# لوکاس جاتکویچ
لوکاس جاتکویچ (انگلیسی: Lukas Jutkiewicz؛ زادهٔ ۲۸ مارس ۱۹۸۹) بازیکن فوتبال اهل بریتانیا است.
از باشگاه‌هایی که در آن بازی کرده‌است می‌توان به باشگاه فوتبال میدلزبرو، باشگاه فوتبال سوئیندون تاون، باشگاه فوتبال مادرول، باشگاه فوتبال هادرزفیلد تاون، باشگاه فوتبال کاونتری سیتی، باشگاه فوتبال پلیموث آرگیل، باشگاه فوتبال اورتون، باشگاه فوتبال بولتون واندررز، باشگاه فوتبال برنلی و باشگاه فوتبال میدلزبرو اشاره کرد.